# Kumasi Cornerstone Football Club
Maillots
Le Kumasi Cornerstone est un club ghanéen de football basé à Kumasi.

## Historique
Fondé en 1931, Cornerstone est l'un des clubs fondateurs de la Premier League, le championnat national de première division ghanéenne. 
Il n'a jamais été sacré en championnat, terminant cependant à quatre reprises à la deuxième place du classement. En revanche, Cornerstones a remporté un titre au niveau national avec un succès en Coupe du Ghana, en 1959 et a perdu trois finales. 
Au niveau international, le club a gagné la Coupe de l'UFOA en 1987.

## Palmarès
- Coupe de l'UFOA :
  - Vainqueur en 1987

- Coupe du Ghana :
  - Vainqueur : 1959
  - Finaliste : 1963, 1965 (finale non disputée), 1989

- Championnat du Ghana :
  - Vice-champion en 1958, 1959, 1973, 1986

## Grands joueurs
- Owusu Ampomah
- Isaac Asare
- Anthony Yeboah